# Hoya liangii
Hoya liangii är en oleanderväxtart som beskrevs av Ying Tsiang. Hoya liangii ingår i släktet Hoya och familjen oleanderväxter. Inga underarter finns listade i Catalogue of Life.